# Сан-Карлос (Техас)
Сан-Карлос (англ. San Carlos) — переписна місцевість (CDP) в США, в окрузі Ідальго штату Техас. Населення — 3087 осіб (2020).

## Географія
Сан-Карлос розташований за координатами 26°17′44″ пн. ш. 98°3′47″ зх. д. / 26.29556° пн. ш. 98.06306° зх. д. (26.295668, -98.063052).  За даними Бюро перепису населення США в 2010 році переписна місцевість мала площу 4,68 км², уся площа — суходіл.

## Демографія
Згідно з переписом 2010 року, у переписній місцевості мешкало 3130 осіб у 762 домогосподарствах у складі 679 родин. Густота населення становила 669 осіб/км².  Було 861 помешкання (184/км²). 
Расовий склад населення:
| - 96,4 % — білих - 2,2 % — осіб інших рас |

До двох чи більше рас належало 1,4 %. Іспаномовні складали 98,5 % від усіх жителів.
За віковим діапазоном населення розподілялося таким чином: 38,5 % — особи молодші 18 років, 55,8 % — особи у віці 18—64 років, 5,7 % — особи у віці 65 років та старші. Медіана віку мешканця становила 24,3 року. На 100 осіб жіночої статі у переписній місцевості припадало 92,5 чоловіків;  на 100 жінок у віці від 18 років та старших — 91,8 чоловіків також старших 18 років.
Середній дохід на одне домашнє господарство  становив 34 201 долар США (медіана — 25 471), а середній дохід на одну сім'ю — 37 037 доларів (медіана — 27 094). Медіана доходів становила 20 917 доларів для чоловіків та 19 832 долари для жінок. За межею бідності перебувало 37,4 % осіб, у тому числі 43,0 % дітей у віці до 18 років та 11,8 % осіб у віці 65 років та старших.
Цивільне працевлаштоване населення становило 1501 особа. Основні галузі зайнятості: освіта, охорона здоров'я та соціальна допомога — 47,0 %, науковці, спеціалісти, менеджери — 11,0 %, будівництво — 9,3 %, роздрібна торгівля — 7,7 %.